# The Book of Bill
The Book of Bill ("O Livro de Bill" em português) é um livro estadunidense de ficção científica editado e publicado pela Hyperion Avenue Books, baseado na série animada de televisão Gravity Falls. Escrito pelo criador da série Alex Hirsch, o livro reconta sua história da perspectiva do principal antagonista Bill Cipher (que é creditado como co-roteirista e artista) estendendo-se antes e depois dos eventos mostrados na série.
Anunciado pela primeira vez em dezembro de 2023, o livro foi lançado em 23 de julho de 2024. "O Livro de Bill" foi geralmente recebido positivamente pelos fãs e pela mídia. O livro apareceu na lista de best-sellers do The New York Times em julho de 2024 e permaneceu até janeiro de 2025. 

## Antecedentes
Em entrevistas sobre Gravity Falls após seu final, Hirsch mencionou que considerou criar livros baseados na série usando várias ideias que não foram usadas para o programa, pois foram consideradas muito curtas, "estranhas" ou "específicas".